# Parque Nacional da Vanoise
O Parque Nacional da Vanoise (francês: Parc national de la Vanoise) é um parque nacional nos Alpes. França, estabelecido em 1963, depois da mobilização de um movimento ecologista contra um projeto turístico. Foi o primeiro parque nacional francês. O parque pertence ao departamento de Saboia. 
O parque está rodeado por varias estâncias de esqui (Les Trois Vallées, Tignes, Val-d'Isère, Les Arcs, La Plagne). Do lado italiano da fronteira, o parque continua no Parque nacional Gran Paradiso. Juntos, estes dois parques somam mais de 1250 km².

## Fauna

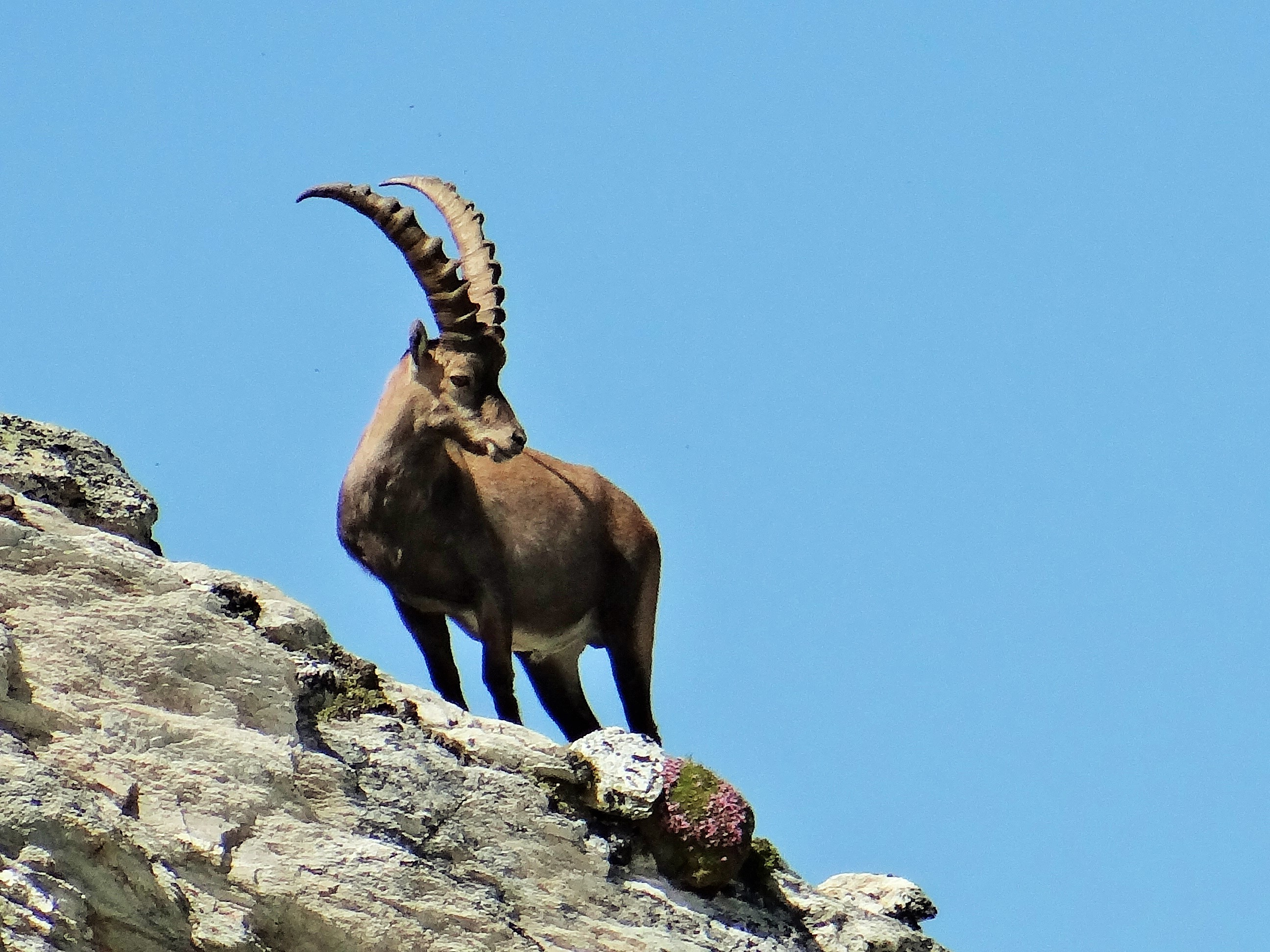
Íbex (capra ibex)

O parque é conhecido pela população de Íbex (Capra ibex), e Camurças (Rupicapra rupicapra).